# Beaulieu-lès-Loches
Beaulieu-lès-Loches är en kommun i departementet Indre-et-Loire i regionen Centre-Val de Loire i de centrala delarna av Frankrike. Kommunen ligger i kantonen Loches som tillhör arrondissementet Loches. År 2022 hade Beaulieu-lès-Loches 1 746 invånare.

## Befolkningsutveckling
Antalet invånare i kommunen Beaulieu-lès-Loches
Referens:INSEE